# Museum von Deir ez-Zor
Koordinaten: 35° 20′ 27,6″ N, 40° 7′ 58,8″ O

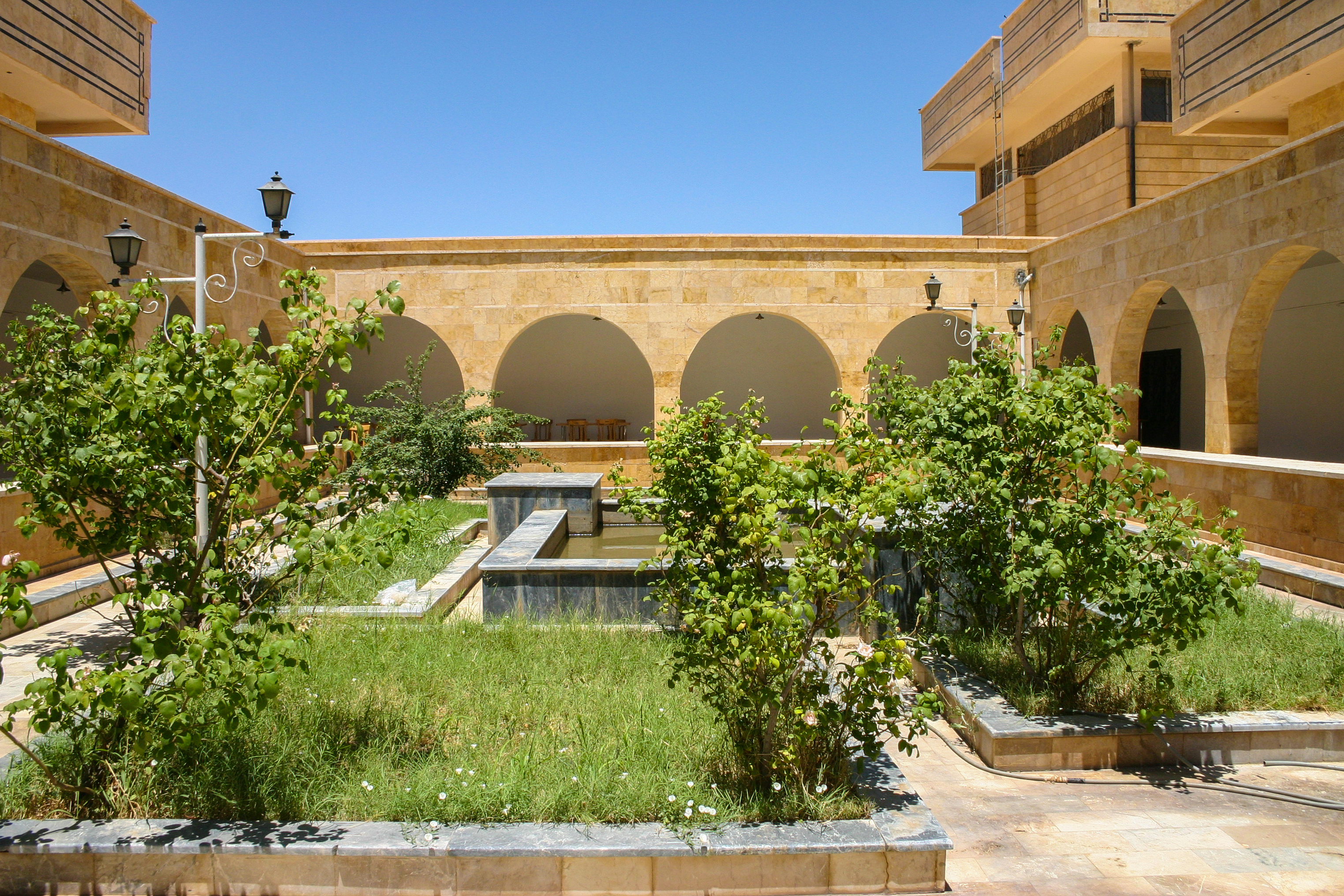
Hof des Museums von Deir ez-Zor

Das Museum von Deir ez-Zor (arabisch متحف دير الزور, DMG Matḥaf Dair az-Zaur) ist ein der Archäologie und Geschichte der al-Dschasira gewidmetes Museum. Es befindet sich in Deir ez-Zor, der Hauptstadt des gleichnamigen Gouvernements in Syrien. Bei seiner Gründung 1974 wurde es in der Galerie einer Einkaufshalle untergebracht, 1983 zog es in ein 1930 gebautes Gerichtsgebäude um. 1996 konnte es in ein eigenes Gebäude verlegt werden, in welchem es sich bis heute befindet. Dieses Gebäude entstand in einem Syrisch-Deutschen Gemeinschaftsprojekt.
In diesem Gebäude stehen rund 1600 m² Ausstellungsfläche zur Verfügung, die in mehreren Hallen um einen Hof arrangiert ist. Seine Sammlung, die mit 140 Objekten als Geschenk des Nationalmuseum Damaskus begann, besteht heute aus rund 25.000 Gegenständen, darunter die Mehrzahl der Tontafeln aus Mari. Hinzu kommen Funde aus dem oberen Habur-Dreieck von Tell Beydar, Tell Brak, Tell Leilan, Tell Mozan und Tell Schech Hamad. Aus dem südlich von Deir ez-Zor gelegenen Teil des Euphrattales stammen Funde der klassischen Antike aus der ehemaligen römischen Grenzstadt Dura Europos.
Die Sammlung ist in fünf Themenbereiche gegliedert:
- Urgeschichte
- Antikes Syrien (spätes Chalkolithikum bis 1. Jahrtausend v. Chr.)
- klassische Antike
- islamische Geschichte
- Ethnologie.

Im Museum befinden sich einige Rekonstruktionen verschiedener Gebäude in angenommener Originalgröße, darunter ein Haus des PPNB-Fundortes von Bouqras am Euphrat, das frühbronzezeitliche Stadttor von Tell Bderi am Habur, die südliche Fassade des sog. „Palmenhofes“ aus dem Palast des Zimri-Lim in Mari sowie das Tor des ummayadischen Schlosses Qasr al-Heir al-Scharki aus dem 8. Jahrhundert.